# Cynolebias gilbertoi
Cynolebias gilbertoi is een straalvinnige vissensoort uit de familie van de killivisjes (Rivulidae). De wetenschappelijke naam van de soort is voor het eerst geldig gepubliceerd in 1998 door Costa.